# انحياز للاعتقاد
الانحياز للاعتقد أو التحيز للمعتقدات (بالإنجليزية: Belief bias)‏ هو الميل إلى الحكم على قوة الحجج القائمة على أساس معقولية استنتاجها بدلا من مدى تأييد الحجة لهذا الاستنتاج. من المرجح أن يقبل الشخص الحجج التي تدعم استنتاجا يتوافق مع قيمنا ومعتقداتنا ومعرفتنا السابقة، بينما قد يرفض الحجج المضادة للاستنتاج.
الانحياز للمعتقدات (الأفكار والقناعات) هو تحيز شائع للغاية ومن ثم فهو يُشكل قدر كبير من الأخطاء. ويمكننا بسهولة أن تعمينا معتقداتنا ومن ثم نصل إلى نتيجة خاطئة. وقد وُجد أن انحياز للمعتقد له تأثير على مختلف مهام التفكر، بما في ذلك التبرير الشرطي، تبرير العلاقة.

## القياس المنطقي
يُعد القياس المنطقي نوعًا من الحجج المنطقية التي يُستدل فيها على أحد الاقتراحات (النتيجة) من مقترحين أو أكثر لنموذج معين. إن المثال الكلاسيكي على القياس المنطقي الصحيح هو:
كل البشرية فانية. (فرضية رئيسية)
سقراط هو إنسان. (فرضية بسيطة)
لذلك سقراط فانٍ. (استنتاج)
مثال على القياس المنطقي غير الصحيح:
جميع الفتيات المراهقات طموحات.
الفتيات المراهقات يدرسن بجد.
لذلك تدرسن الفتيات بجد لأنهن طموحات.
يحدد غالبية الخاضعين للاختبار في الدراسات هذا القياس المنطقي بشكل خاطئ كواحد تتبعه النتيجة من المقدمة المنطقية. قد يكون هذا صحيحا في العالم الحقيقي في حالة الفتيات اللواتي تدرسن وحالة أنهن طموحات. تُعتبر هذه الحجة مغالطة لأن المقدمة المنطقية للنتيجة لا تدعم النتيجة. إن صحة الحجة مستقلة عن حقيقة نتيجتها. توجد حجج صالحة لنتائج زائفة وحجج غير صالحة لنتائج حقيقية، وبالتالي إنه من الخطأ الحكم على صحة الحجة من مدى صحة نتيجتها. هذا هو الخطأ المنطقي المعروف باسم الانحياز للاعتقاد.

## نظرية العملية المزدوجة في الانحياز للاعتقاد
قدم العديد من الباحثين في التفكير والحجج دليلًا على النهج المعرفي ذو العملية المزدوجة للتفكير والحكم واتخاذ القرارات، ويجادلون بأن هاتين العمليتين المرتبطين بالعقل (النظام 1 والنظام 2) يخوضان معركة مستمرة للسيطرة على عقولنا لتقديم الحجج واتخاذ القرارات. يمكن وصف النظام 1 بأنه نظام استجابة تلقائي  ويتميز باللاوعي والبديهية والسرعة،  في حين أن النظام 2 يوصَف بإنه نظام استجابة مُسيَّر  ويتميز بالتقييم الواعي  والتحليلي  والبطيء،  ثم ظن الباحثون بعد ذلك أنهم وجدوا صلة بين الذكاء العام وفعالية اتخاذ القرار.
يجب أن نلاحظ أن النظرية المعرفية ذو العملية المزدوجة تختلف عن فرضية العقلين. قدمت الأبحاث التي أجراها جوناثان إيفانز في عام 2007 أدلة على الرأي القائل بأن النظام 1 الذي يعمل بمثابة معالج إرشادي سريع يكافح من أجل السيطرة على النهج التحليلي الأبطأ للنظام 1. طُلب من المشاركين أثناء التجربة تقييم المناهج المنطوية على حجج صحيحة مع استنتاجات غير مقنعة وحجج صالحة مع استنتاجات مقنعة، وحجج غير صالحة مع استنتاجات غير مقنعة، وحجج غير صالحة مع استنتاجات مقنعة. تظهر النتائج قبول الأشخاص بشكل أعمى للاستنتاجات غير الصالحة أكثر من قبول الحجج غير الصحيحة عندما يكون الاستنتاج مقبولًا.

## العوامل المؤثرة في الانحياز للاعتقاد

### الزمن
لقد أثبتت دراسات مختلفة أن الفترة الزمنية التي يُسمح فيها للفرد بالتفكير عند تقييم الحجج ترتبط بالميل لحدوث الانحياز للاعتقاد. وظّف كل من إيفانز وهولمز في دراسة أجروها في عام 2005  مجموعتين مختلفتين من الناس للإجابة على سلسلة من الأسئلة المنطقية. أعطيت إحدى المجموعتين ثانيتين فقط للإجابة على الأسئلة، وسُمح للمجموعة الثانية بالمقابل بأخذ الوقت الذي يحتاجونه للإجابة عن الأسئلة. أظهرت النتيجة أن نسبة الإجابات غير الصحيحة كانت أعلى عند المجموعة التي أُعطيت وقتًا محددًا. يبين هذا السبب في تحول طريقة التفكير من المنطقية إلى المنحازة للاعتقاد.

### طبيعة المحتوى
يمكن أن يؤثر طبيعة المحتوى المقدم أيضًا على انحياز الفرد للاعتقاد كما هو موضح في دراسة أجرتها شركة غويل وفارتانيان في عام 2011. عُرض في التجربة 34 مشاركًا على القياس المنطقي في كل محاولة. كانت كل محاولة إما محايدة أو تتضمن بعض المحتوى السلبي، وكانت النتائج متوافقة مع دراسات الانحياز للاعتقاد بالنسبة لعلم القياس المنطقي عندما كان المحتوى محايدًا. أما بالنسبة لعلم القياس المنطقي ذو المحتوى العاطفي السلبي، كان المشاركون أكثر ميلًا إلى التفكير المنطقي بالاستنتاجات التي يمكن تصديقها بدلاً من الحكم عليها تلقائيًا. يعني هذا تقليل تأثير الانحياز للاعتقاد عندما يكون المحتوى المقدم ذو طابع عاطفي سلبي. يُفسر ذلك وفقًا لجويل وفارتانيان بأن المشاعر السلبية تدفعنا إلى التفكير بمزيد من الحذر وبمزيد من التفصيل.

### التعليمات المقدمة
نفذّ إيفانز ونيوستيد وآلن وبولارد تجربة في عام 1994. أُعطيت المواد في هذه التجربة تعليمات مفصلة تفتقر إلى إشارة محددة لمفهوم الضرورة المنطقية عند الإجابة على الأسئلة. فقد تبين أن نسبة أكبر من الإجابات رفضت بالفعل الحجج الغير صحيحة مع الاستنتاجات المقنعة، وبالمقابل لم تُعطى تعليمات أخرى عندما طُلب من الخاضعين للتجربة الإجابة على الأسئلة. تعكس نتائج التجارب انخفاض تأثيرات الانحياز للاعتقاد عند اعطاء الأشخاص الخاضعين لتجربة ما تعليمات مفصلة حولها.

## أبحاث
قُدِّم للمشاركين في سلسلة من التجارب التي يشارك بها إيفانز وبارستون وبولارد في عام 1983  العديد من النماذج المهمة للتقييم تحتوي على مقررين وخاتمة. طُلب من المشاركين إجراء تقييم لصحة المنطق. أظهر هؤلاء المشاركين انحيازًا للاعتقاد يظهر من ميلهم إلى رفض الحجج الصحيحة مع استنتاجات لا يمكن تصديقها، وإقرار الحجج غير الصحيحة باستنتاجات يمكن تصديقها. اعتمد الخاضعين للتجربة في تقييماتهم على المعتقدات الشخصية بدلاً من اتباع التوجيهات وتقييم مدى صحة المنطق.
لقد كان موضوع استخدام محتوى أكثر واقعية في القياس المنطقي وامكانيته في تسهيل أداء المشاركين المعياري موضوع نقاش الكثيرين. لقد اقتُرح أن استخدام محتوى اصطناعي أكثر تجريدًا سيكون له أيضًا تأثير منحازًا على الأداء. يوجد هناك حاجة إلى مزيد من البحث لفهم كيفية حدوث الانحياز للاعتقاد ولماذا وما إذا كانت هناك آليات معينة مسؤولة عن مثل هذه الأشياء؛ وهناك أيضًا دليل على وجود اختلافات فردية واضحة في الاستجابة المعيارية التي تنبأت بها أوقات استجابة المشاركين.
بحثت دراسة أجرتها دونا تورينس في عام 2010 في الاختلافات في الانحياز للاعتقاد بين الأفراد. وجد تورينس أن مدى تأثير انحياز الفرد للاعتقاد لا علاقة له بعدد من مقاييس الكفاءة المنطقية، ولكنه كان مرتبطًا بقدرة ذلك الشخص على توليد تمثيلات بديلة للمقدمات المنطقية.
أظهر كل من تشاد دوبي وكارين إم روتيلو من جامعة ماساتشوستس في دراسة أجريت عام 2010 وإيفان هايت من جامعة كاليفورنيا أن تأثير الانحياز للاعتقاد هو ببساطة تأثير الانحياز للاستجابة. أوضح أدريان بانكس من جامعة ساري في دراسة أجريت عام 2012 أن الانحياز للاعتقاد ناجم عن تصديق النتيجة في الذاكرة العاملة مما يؤثر على مستوى التنشيط، ويحدد احتمال استعادته وبالتالي تأثيره على عملية التفكير. أظهرت ميشيل كولين وإليزابيث هيلشر من جامعة تورنتو في عام 2014 أن الانحياز للاعتقاد يمكن أن يتأثر بمستوى صعوبة وضع القياس المنطقي كموضع البحث.